# ヤマイコ・ナバーロ
ヤマイコ・ナバーロ・ペレス（Yamaico Navarro Pérez, 1987年10月31日 - ）は、ドミニカ共和国・サン・ペドロ・デ・マコリス州サンペドロ・デ・マコリス出身のプロ野球選手（内野手）。右投右打。

## 経歴

### プロ入りとレッドソックス時代

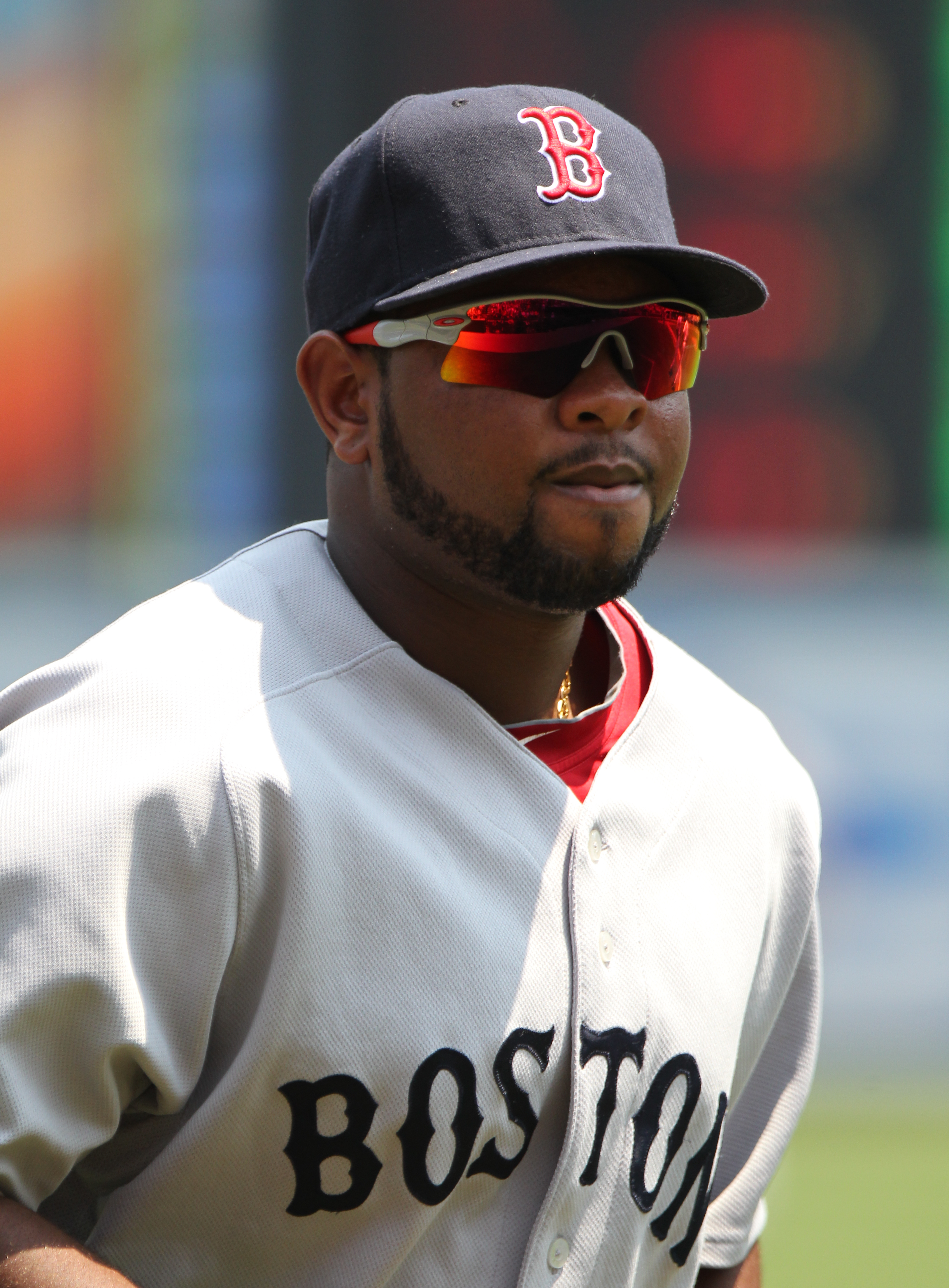
ボストン・レッドソックス時代
（2011年7月20日）

2006年9月23日にボストン・レッドソックスと契約した。2010年8月20日にダスティン・ペドロイアが故障者リスト入りして40人枠入り、同日のトロント・ブルージェイズ戦でメジャーデビュー。2011年7月2日のヒューストン・アストロズ戦で、J・A・ハップからメジャー初本塁打。

### ロイヤルズ時代
2011年7月30日にマイク・アビレスとのトレードでカンザスシティ・ロイヤルズへ移籍した。

### パイレーツ時代
2011年12月7日にトレードでピッツバーグ・パイレーツへ移籍。
2012年7月4日に飲酒運転の疑いで逮捕された。

### オリオールズ時代
2012年11月30日にトレードでボルチモア・オリオールズへ移籍。
2013年6月18日にDFAとなり、10日以内の措置としてマイナー契約に切り替わった。以降はシーズン終了までAAA級でプレーした。11月5日にFAとなった。11月19日、ニューヨーク・ヤンキースとマイナー契約を結んだ。
2014年1月4日にFAとなる。

### サムスン・ライオンズ時代
2014年1月4日に韓国プロ野球のサムスン・ライオンズと契約を結び、シーズン後半から主に1番打者で起用され31本塁打を記録した。韓国シリーズでは4本塁打を打ちシリーズMVPを受賞する。
2015年はホセ・フェルナンデスらを抜いて韓国プロ野球の外国人選手シーズン新記録となる48本塁打を記録、また史上初めて外国人選手として韓国プロ野球ゴールデングラブ二塁手部門を受賞した。しかし、条件面で折り合いがつかず三星を退団した。

### ロッテ時代
2016年、年俸120万ドル（約1億4,200万円）の1年契約で千葉ロッテマリーンズと契約を結び、背番号は17。2月3日付で支配下選手登録された。
2月20日、中日ドラゴンズとのオープン戦に3番・二塁手で出場しオープン戦初打席の第1打席で左翼場外へ本塁打を打ち、翌21日の対北海道日本ハムファイターズ戦の第2打席で2試合連続となる本塁打を打った。だが同日夜、ナバーロは飛行機でのチームの移動のために那覇空港で手荷物検査を受けた際、拳銃の実包1発をバッグに所持していたことで銃砲刀剣類所持等取締法違反の現行犯で沖縄県警察に逮捕された。その後の取調べで、ナバーロが実際に所持していたのは2発だったことが判明した。23日に那覇地方検察庁に送致され、夜に処分保留で釈放された。その後謹慎していたが 3月22日、不起訴処分となったことが球団から発表された。この件で、ナバーロは2016年3月中のすべての試合の出場停止、パ・リーグおよびイースタン・リーグ公式戦開幕より各々4週間における出場停止、制裁金50万円の処分が科され、また監督不行き届きにより、ロッテ球団社長の山室晋也が厳重注意、林信平球団本部長と松本尚樹球団本部長補佐兼編成部長が厳重注意及び減給の処分となった。なお、この取り調べに対してナバーロは母国のドミニカ共和国の自宅にあった実弾がバッグに入っていたことに気付かなかったと供述したが、そのドミニカ共和国では国の許可があれば銃と実弾を所持することができ、MLBでプレーする選手が護身用として拳銃を所持するケースもあった。
4月9日から二軍戦への出場が可能になったが、4月12日にイ・リーグの対読売ジャイアンツ戦において3番・二塁手で初出場した。23日に出場選手登録され、同日の対オリックス・バファローズ戦に6番・二塁手で来日初出場し、初打席は空振り三振だった。8回の第4打席で右中間へ2点適時二塁打を放ち、初安打と初打点を記録した。この試合から5月3日の対東北楽天ゴールデンイーグルス戦まで8試合連続で安打を放った（翌4日の対楽天戦では5打数無安打）。7番・二塁手で出場した11日の対福岡ソフトバンクホークス戦では、8回の第4打席で来日初本塁打を放った。7月5日の対埼玉西武ライオンズ戦では、同点の10回裏一死1,2塁の場面で来日初のサヨナラ適時打を放った。30日に病院で左肩周辺炎と診断され出場選手登録を抹消されたが、8月3日の再検査では大きな異常は見られなかった。5日に母国ドミニカにいる婚約者の出産に立ち会うため一時帰国し、13日に再来日した。最終的に打率は2割近くに落ち込むなど打撃面で振るわず、12月2日にロッテから自由契約公示された。

### ロッテ退団後
2017年はドミニカのウィンター・リーグに出場。
2018年5月に銃器不法所持の疑いで逮捕された。オフは前年に続きドミニカのウィンターリーグに参加。
2019年はメキシカンリーグのモンテレイ・サルタンズと契約。
2021年2月21日、故障により解雇されたヘクター・ノエシの代役として、台湾プロ野球の富邦ガーディアンズと契約した。しかし同月23日にCPBL規約第94条（不正な行為を行った選手については、選手登録を認めない）により、選手登録が認められなかった。6月30日に前年まで所属していたメキシカンリーグのモンテレイ・サルタンズと契約した。

## 選手としての特徴
長打力に加え、選球眼の良さと勝負強さが魅力の強打者。守備では二塁、三塁を中心に複数ポジションをこなす。

## 詳細情報

### 年度別打撃成績
| 年 度    | 球 団    | 試 合 | 打 席 | 打 数 | 得 点 | 安 打 | 二 塁 打 | 三 塁 打 | 本 塁 打 | 塁 打 | 打 点 | 盗 塁 | 盗 塁 死 | 犠 打 | 犠 飛 | 四 球 | 敬 遠 | 死 球 | 三 振 | 併 殺 打 | 打 率 | 出 塁 率 | 長 打 率 | O P S |
| -------- | -------- | ----- | ----- | ----- | ----- | ----- | -------- | -------- | -------- | ----- | ----- | ----- | -------- | ----- | ----- | ----- | ----- | ----- | ----- | -------- | ----- | -------- | -------- | ----- |
| 2010     | BOS      | 20    | 46    | 42    | 4     | 6     | 0        | 0        | 0        | 6     | 5     | 0     | 0        | 0     | 2     | 2     | 1     | 0     | 17    | 0        | .143  | .174     | .143     | .317  |
| 2011     | BOS      | 16    | 40    | 37    | 6     | 8     | 2        | 0        | 1        | 13    | 3     | 0     | 0        | 0     | 0     | 3     | 0     | 0     | 9     | 0        | .216  | .275     | .351     | .626  |
| 2011     | KC       | 6     | 26    | 23    | 2     | 7     | 1        | 0        | 0        | 8     | 6     | 0     | 0        | 0     | 1     | 2     | 0     | 0     | 5     | 0        | .304  | .346     | .348     | .694  |
| '11計    | KC       | 22    | 66    | 60    | 8     | 15    | 3        | 0        | 1        | 21    | 9     | 0     | 0        | 0     | 1     | 5     | 0     | 0     | 14    | 0        | .250  | .303     | .350     | .653  |
| 2012     | PIT      | 29    | 56    | 50    | 4     | 8     | 0        | 0        | 1        | 11    | 4     | 0     | 2        | 0     | 1     | 3     | 5     | 0     | 13    | 2        | .160  | .232     | .220     | .452  |
| 2013     | BAL      | 8     | 31    | 28    | 3     | 8     | 0        | 1        | 0        | 10    | 2     | 0     | 0        | 1     | 0     | 2     | 0     | 0     | 8     | 1        | .286  | .333     | .357     | .690  |
| 2014     | サムスン | 125   | 602   | 500   | 118   | 154   | 27       | 1        | 31       | 276   | 98    | 25    | 9        | 0     | 5     | 96    | 1     | 1     | 71    | 7        | .308  | .417     | .552     | .969  |
| 2015     | サムスン | 140   | 643   | 534   | 126   | 153   | 19       | 1        | 48       | 318   | 137   | 22    | 6        | 1     | 9     | 93    | 8     | 6     | 72    | 10       | .287  | .393     | .596     | .988  |
| 2016     | ロッテ   | 82    | 340   | 286   | 38    | 62    | 6        | 1        | 10       | 100   | 44    | 0     | 3        | 0     | 4     | 49    | 0     | 1     | 64    | 5        | .217  | .329     | .350     | .679  |
| MLB：4年 | MLB：4年 | 79    | 199   | 180   | 19    | 37    | 3        | 1        | 2        | 48    | 20    | 0     | 2        | 1     | 4     | 14    | 1     | 0     | 52    | 3        | .206  | .258     | .267     | .524  |
| KBO：2年 | KBO：2年 | 265   | 1245  | 1034  | 244   | 307   | 46       | 2        | 79       | 594   | 235   | 47    | 15       | 1     | 14    | 189   | 9     | 7     | 143   | 17       | .297  | .404     | .574     | .979  |
| NPB：1年 | NPB：1年 | 82    | 340   | 286   | 38    | 62    | 6        | 1        | 10       | 100   | 44    | 0     | 3        | 0     | 4     | 49    | 0     | 1     | 64    | 5        | .217  | .329     | .350     | .679  |

- 2018年度シーズン終了時
- 各年度の太字はリーグ最高

### 年度別守備成績
| 年 度 | 球 団 | 二塁（2B） | 二塁（2B） | 二塁（2B） | 二塁（2B） | 二塁（2B） | 二塁（2B） | 三塁（3B） | 三塁（3B） | 三塁（3B） | 三塁（3B） | 三塁（3B） | 三塁（3B） | 遊撃（SS） | 遊撃（SS） | 遊撃（SS） | 遊撃（SS） | 遊撃（SS） | 遊撃（SS） | 左翼（LF） | 左翼（LF） | 左翼（LF） | 左翼（LF） | 左翼（LF） | 左翼（LF） | 右翼（RF） | 右翼（RF） | 右翼（RF） | 右翼（RF） | 右翼（RF） | 右翼（RF） |
| 年 度 | 球 団 | 試 合      | 刺 殺      | 補 殺      | 失 策      | 併 殺      | 守 備 率   | 試 合      | 刺 殺      | 補 殺      | 失 策      | 併 殺      | 守 備 率   | 試 合      | 刺 殺      | 補 殺      | 失 策      | 併 殺      | 守 備 率   | 試 合      | 刺 殺      | 補 殺      | 失 策      | 併 殺      | 守 備 率   | 試 合      | 刺 殺      | 補 殺      | 失 策      | 併 殺      | 守 備 率   |
| ----- | ----- | ---------- | ---------- | ---------- | ---------- | ---------- | ---------- | ---------- | ---------- | ---------- | ---------- | ---------- | ---------- | ---------- | ---------- | ---------- | ---------- | ---------- | ---------- | ---------- | ---------- | ---------- | ---------- | ---------- | ---------- | ---------- | ---------- | ---------- | ---------- | ---------- | ---------- |
| 2010  | BOS   | 3          | 4          | 5          | 0          | 1          | 1.000      | 4          | 3          | 7          | 1          | 0          | .909       | 15         | 14         | 17         | 1          | 4          | .969       | -          | -          | -          | -          | -          | -          | -          | -          | -          | -          | -          | -          |
| 2011  | BOS   | -          | -          | -          | -          | -          | -          | 11         | 7          | 8          | 2          | 0          | .882       | 3          | 2          | 3          | 0          | 1          | 1.000      | 3          | 6          | 0          | 0          | 0          | 1.000      | -          | -          | -          | -          | -          | -          |
| 2011  | KC    | -          | -          | -          | -          | -          | -          | 5          | 2          | 9          | 0          | 1          | 1.000      | 1          | 1          | 0          | 0          | 0          | 1.000      | -          | -          | -          | -          | -          | -          | -          | -          | -          | -          | -          | -          |
| '11計 | KC    | -          | -          | -          | -          | -          | -          | 16         | 9          | 17         | 2          | 1          | .929       | 4          | 3          | 3          | 0          | 1          | 1.000      | 3          | 6          | 0          | 0          | 0          | 1.000      | -          | -          | -          | -          | -          | -          |
| 2012  | PIT   | 1          | 2          | 3          | 0          | 1          | 1.000      | 2          | 0          | 5          | 0          | 0          | 1.000      | 3          | 1          | 1          | 0          | 1          | 1.000      | 8          | 8          | 0          | 0          | 0          | 1.000      | 2          | 3          | 1          | 0          | 1          | 1.000      |
| 2013  | BAL   | 8          | 17         | 18         | 2          | 4          | .946       | -          | -          | -          | -          | -          | -          | -          | -          | -          | -          | -          | -          | -          | -          | -          | -          | -          | -          | -          | -          | -          | -          | -          | -          |
| MLB   | MLB   | 12         | 23         | 26         | 2          | 6          | .961       | 22         | 12         | 29         | 3          | 1          | .932       | 22         | 18         | 21         | 1          | 6          | .975       | 11         | 14         | 0          | 0          | 0          | 1.000      | 2          | 3          | 1          | 0          | 1          | 1.000      |

- 2018年度シーズン終了時

### 記録
NPB
- 初出場・初先発出場：2016年4月23日、対オリックス・バファローズ4回戦（QVCマリンフィールド）、6番・二塁手で先発出場
- 初打席：同上、2回裏に金子千尋から空振り三振
- 初安打・初打点：同上、8回裏に岸田護から右中間2点適時二塁打
- 初本塁打：2016年5月11日、対福岡ソフトバンクホークス7回戦（福岡 ヤフオクドーム）、8回表に和田毅から中越ソロ

### 背番号
- 56 （2010年）
- 60 （2011年・レッドソックス）
- 24 （2011年・ロイヤルズ）
- 36 （2012年）
- 54 （2013年）
- 12 （2014年 - 2015年、2019年 - ）
- 17 （2016年）